# Дончо Ватах

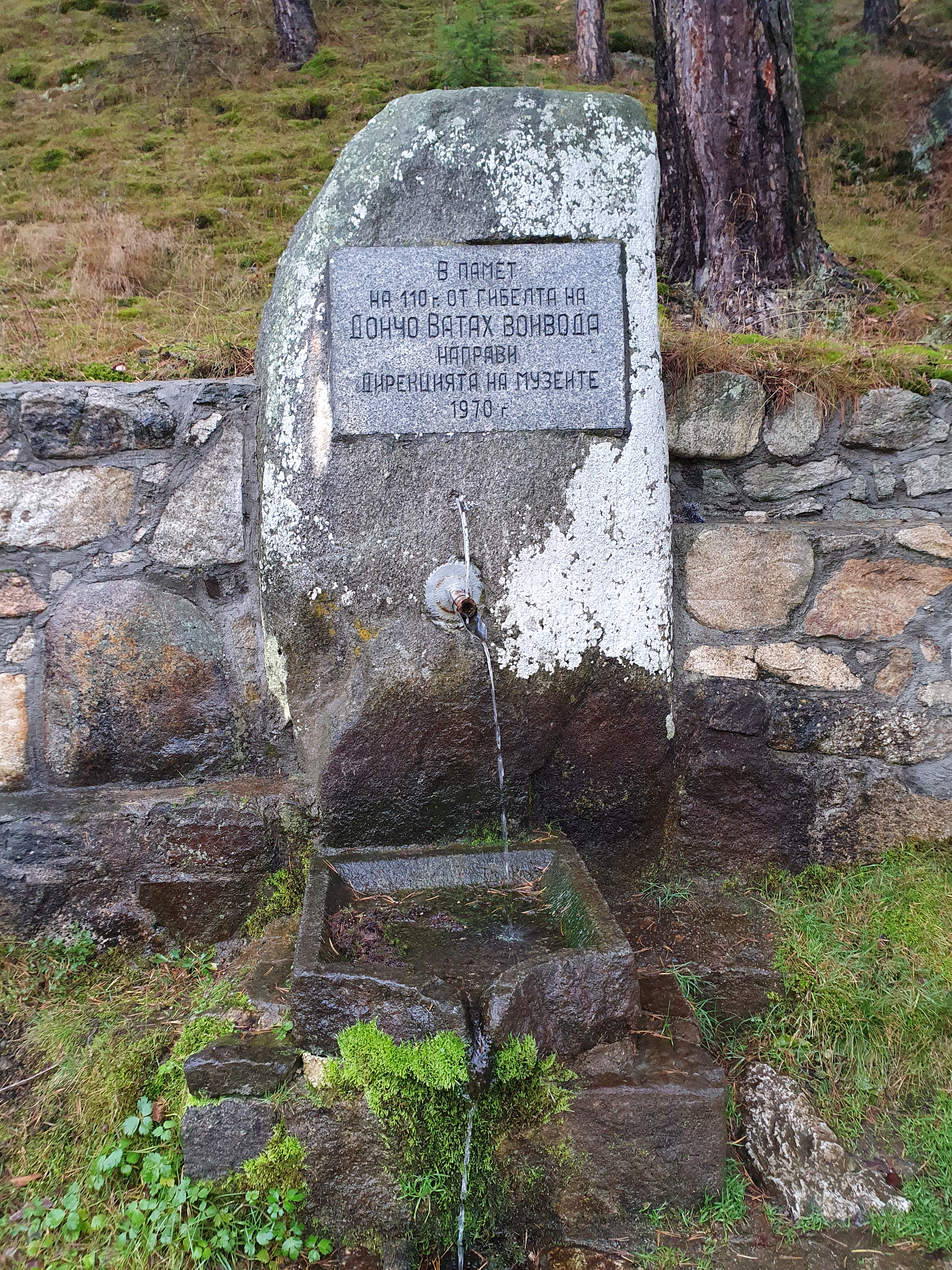
Фонтан-памятник у Копрівштиці з нагоди 110-річчя від дня смерті воєводи Дончо Ватаха

Дончо Ватах (болг. Дончо Ватах) — відомий болгарський гайдук XIX ст., який воював за звільнення Болгарії від іга османів.
Прізвище (можливо прізвисько) Ватах є староболгарського походження і означає — той, хто керує ватагою, ватажок, верховода, керманич. Слово ватах виявлено у документі болг. «Виргинската грамота».

## Життєпис
За легендою, юнаком Дончо мешкав у селі Кладниця, мав випасати численну отару овець для одного паші поблизу гори Вітоша. Там він і зустрівся з гайдуками. Дончо носив їм їжу, разом з ними білував жирних ягнят, мстився османам, тягав з гайдуками тяжкі рушниці. Османи запідозрили, що він пов'язаний з гайдуками, одного разу підкараулили й схопили його, одвели до церкви, розташованої над селом. Там від нього й священика зажадали грошовий викуп. Священик пав на коліна й почав молитися. Дончо залишився гордим, суворим та непохитним. Він промовив: «Відпустить людину — вона є бідною. Я ж маю великий скарб, але він у мене вдома. Дозвольте мені піднятися на висоту для того, щоб заспівати пісню. У мене є дружина домогосподарка, як тільки вона почує мій голос, то прийде й принесе скарб».. «Співай, гяуре!» — дозволили османи. Дончо вдихнув глибоко і заспівав сумну пісню. Доспівав її і сів чекати. Не пройшло багато часу, як у двері церкви постукали. Османи помислили, що йде Дончова лружина і відчинили двері. Але всередину вдерлися гайдуки і звільнили Дончо.
У Дончо Ватаха була сестра Станка. Вона стала нареченою друга Дончо — воєводи Детелина. Той подарував Дончо рушницю, два пістолі, дві шкіряні сумки для патронів, широкий шкіряний пояс гайдука, за який засовували пістолі й кинджали у поході, шаблю з дамаської сталі. Дончо з гайдуцькою ватагою (четою) почав свою революційну діяльність у болгарських горах. Але пловдивський каді викрав Станку для своїх втіх у гарем. У спробі її спасти Детелин і Дончо невдало напали на резиденцію каді у Пловдиві. 21 вересня 1839 року Детелин і Станка загинули, а Дончо був заарештований. Його засудили на смерть, однак він зміг втекти і відновив свою чету. Ще більш як 10 років Дончо Ватах активно діяв як гайдук. Костянтин Ирачек вважав його найбільш помітним серед болгарських гайдуків. Він з однаковою наполегливістю атакував як османських мародерів і бандитів, так й регулярні османські війська. Ватах відбирав гроші у тих болгарських торговців (болг. чорбаджия), які співробітничали з османською владою. Відібрані в них гроші Дончо віддавав найбіднішим селянам, як християнам, так і мусульманам, купував їм рогату худобу, викуповував їх боргові зобов'язання, за що і був дуже шанований як болгарськими, грецькими, так і турецькими селянами. У 1848 році проти нього були відправлені 200 солдат регулярної османської армії (болг. низами) з Одрину, з яких лише 60 повернулось до місця своєї дислокації. Після цього османи вважали, що Дончо є захищеним магічними силами, які боронять його від куль. Дончо оженився з Пенкою з Копривштиці, дочкою відомого бійця за свободу Болгарії Петко Рагина і тіткою Тодора Каблешкова, одного з найактивніших учасників Квітневого повстання 1876 року. Одного разу Дончо вдалося взяти у полон Сюлеймана-пашу. Ватах великодушно його звільнив з вимогою, щоб той звернувся до султана з словами від Дончо: «що він відніме його султанство, якщо той не прибере турецьких вояків».
Дончо Ватах загинув у бою з османами біля Копривщтиці у 1850 році. Поховали його на вершині Вилк Середньої гори за гайдуцьким звичаєм: без савана і домовини.